# سیارک ۱۵۲۹
سیارک ۱۵۲۹ (به انگلیسی: 1529 Oterma، نامگذاری:1938BC) هزار و پانصد و بیست و نهمین سیارک کشف شده‌است که در ۲۶ ژانویه ۱۹۳۸ کشف شد.
قدر مطلق سیارک برابر ۱۰٫۰۵ است.